# Елагины
Ела́гины —  древний русский дворянский род.
При подаче документов в 1686 году, для внесения рода в Бархатную книгу, была предоставлена родословная роспись Елагиных, их герб и две указные грамоты Разрядного приказа (1650).
Род Елагиных внесён в VI, III и II части родословных книг Казанской, Калужской, Курской, Московской, Нижегородской, Псковской, Рязанской, Санкт-Петербургской, Тульской, Тамбовской, Владимирской и Костромской губерний.
Род разделился на восемь ветвей.

## Происхождение и история рода
Родоначальник рода Елагиных, «Викентий з Елагони» выехал, согласно росписи, поданной Елагиными в Разрядный приказ, из Рима в 1340 году в Литву, а оттуда в Москву. Как и подавляющее большинство других легенд о выездах, изобретённых в 1680-е, эта не имеет под собой никакой почвы и отвергается историками.
Несомненно, что род этот существовал в начале XVI века в Новгородской области. Мешок и Якуш, помещики Вотской пятины (1500). Русин Гаврилович Елагин был наместником в Копорье (1579), воеводой: в Пайде (1580), в Колавере (1581), в Ладоге (1582), наместником в Гдове (1585—1586).
Яков Максимович Елагин убит в сражении с татарами на реке Свияге (1547), имя его вписано в синодик Успенского собора г. Москвы на вечное поминовение. Его сын Никита Яковлевич, со своим сыном Яковом, а также Степан Петрович и Фёдор Петрович — помещики Ржевского уезда — 2 октября 1550 года были пожалованы Иваном Грозным поместьями в московском уезде. Помещик Фёдор Михайлович Елагин воевода в Ракоборе (1567—1572). Целый ряд Елагиных владели поместьями в Тульском уезде (1580).
Двое Елагиных — новгородский дворянин Пётр Елагин и ржевский дворянин Павел Елагин — убиты при осаде Смоленска в 1634 году, там же ранен Григорий Захарьевич.
Четырнадцать представителей рода владели населёнными имениями (1699).
Дворянин Вотской пятины. Перфилий Иванович Елагин († 1745) был сотником Вотчинной коллегии. Его сын Иван Перфильевич Елагин — историк и поэт, статс-секретарь при императрице Екатерине II, состоял в масонской ложе.

## Геральдика
Герб Елагиных принадлежит к группе ранних русских гербов. Между (1686-1688) он был предоставлен в Палату родословных дел, как доказательство при документах, обосновывающих право семьи на внесение в родословную книгу. В родословной, сообщая сведения о происхождения семьи от знатного римского воина Викентия "з Елагони", Елагины привели описание его герба: "Лев цветом рудый (золотой), написан который лев половиной из-за каменной чермной (красной) стены, стоит с поднятым хоботом на доле целинном. А вверху коруны тако ж де лев".
Высочайше утверждённый герб Елагиных (ОГ. 1. 46) представляет собой несколько искажённый польский герб Prawdzic.

## Известные представители
- Елагин Смирной Васильевич — воевода в Курмыше (1611-1612), в Кадоме (1614).
- Елагин Савва Васильевич — тарусский городовой дворян (1627-1629).
- Елагин Кондратий Васильевич — тарусский городовой дворянин (1627-1629), воевода в Епифани (1627).
- Елагин Данила Васильевич — тарусский городовой дворянин (1627-1629), воевода в Епифани (1627),  московский дворянин (1629-1640). воевода в Серпухове (1633-1639). († 1644).
- Елагин Степан — воевода в Сольвычегодске (1645-1647).
- Елагин Степан Парфеньевич — воевода в Олонце (1650 и 1657-1658).
- Елагин Семён Парфеньевич — воевода в Олонце (1656-1657).
- Елагин Иван Кондратьевич — московский дворянин (1658-1677).
- Елагин Иван — воевода в Кевроле и на Мезени (1661).
- Елагин Пётр — воевода в Болхове (1664-1665).
- Елагин Вонифатий (Внифатей) Истомин — воевода в Переславле-Залесском (1664-1665), московский дворянин (1676-1677).
- Елагин Пётр Степанович — московский дворянин (1671-1692).
- Елагин Иван Кондратьевич меньшой — московский дворянин (1676).
- Елагин Григорий Степанович — московский дворянин (1676-1677).
- Елагин Гаврила Кондратьевич — стольник, воевода в Таре (1681).
- Елагин Яков — сын боярский, воевода в Братском остроге (1690-1691).
- Елагины: Астафий Фёдорович, Дмитрий Григорьевич, Иван Федотович — стряпчие (1692).
- Елагины: Герасим Фёдорович, Андрей и Илья Степановичи, Степан Петрович — стольники (1686-1692).
- Елагин Кондратий Максимович — московский дворянин (1692)[10][11][7][8].
- Елагин Андриан Никифорович — († 1753) — генерал-поручик (с 1742) и обер-гофмейстер.
- Елагин, Владимир Николаевич (1831—1863) — писатель.
- Елагин, Перфилий Иванович (?—1745) — сотник Вотчинной коллегии.
  - Елагин, Иван Перфильевич (1725—1794) — историк и поэт.
- Елагин, Иван Фомич (1708—1766) — мореплаватель, участник Великой Северной экспедиции, основатель города Петропавловск-Камчатский.
- Елагин, Григорий Миронович (1717—1773) — офицер, комендант Татищевой крепости, убитый казаками Пугачёва. Судьба Елагина и его дочери стали предметом интереса А. С. Пушкина при сборе материалов для «Истории Пугачёва» и романа «Капитанская дочка».
- Елагин Иван — (ок. 1740 — ок. 1786) — бригадир РИА, сподвижник Суворова в войне против Барской конфедерации, Георгиевский кавалер.
- Елагин, Василий Дмитриевич (1789—1868) — участник войны 1812 года, гвардии поручик.
  - Елагин, Николай Васильевич (1817—1891) — писатель и цензор.
- Елагин, Павел Николаевич (1859—1929) — агроном, профессор.
- Елагин, Сергей Иванович (1824—1868) — русский историк военно-морского флота.
- Елагина Авдотья Петровна (урождённая Юшкова, по первому браку Киреевская, (1789 — 1877) — хозяйка салона славянофилов.